# Salamanca (pokrajina)
Salamanca je španjolska provincija na središnjem zapadu zemlje, na zapadu autonomne zajednice Kastilje i Leóna.
U pokrajini živi 342.459 stanovnika (1. siječnja 2014.), a prostire se na 12.349,06 km². Glavni grad pokrajine je Salamanca.